# Båtfors
Båtfors är en by i Norsjö kommun. Byn är belägen ungefär 3 km norr om vattenkraftverket Båtfors kraftstation som tagit sitt namn från byn.
Byn ligger intill Skellefteälven och består av ett 20 tal gårdar.